# Leptoderris goetzei
Leptoderris goetzei är en ärtväxtart som först beskrevs av Hermann August Theodor Harms, och fick sitt nu gällande namn av Stephen Troyte Dunn. Leptoderris goetzei ingår i släktet Leptoderris och familjen ärtväxter. Inga underarter finns listade i Catalogue of Life.